# Övre Ältsvattnet
Övre Ältsvattnet är en sjö i Sorsele kommun i Lappland och ingår i Umeälvens huvudavrinningsområde. Sjön har en area på 5,11 kvadratkilometer och ligger 675,2 meter över havet. Övre Ältsvattnet ligger i Vindelfjällen Natura 2000-område. Sjön avvattnas av vattendraget Tärnaån.

## Delavrinningsområde
Övre Ältsvattnet ingår i det delavrinningsområde (734306-147749) som SMHI kallar för Utloppet av Övre Ältsvattnet. Medelhöjden är 730 meter över havet och ytan är 22,22 kvadratkilometer. Räknas de 8 avrinningsområdena uppströms in blir den ackumulerade arean 99,1 kvadratkilometer. Tärnaån som avvattnar avrinningsområdet har biflödesordning 2, vilket innebär att vattnet flödar genom totalt 2 vattendrag innan det når havet efter 435 kilometer. Avrinningsområdet består mestadels av kalfjäll (74 procent). Avrinningsområdet har 5,11 kvadratkilometer vattenytor vilket ger det en sjöprocent på 23 procent.